# 6856 Бетеммонс
6856 Бетеммонс (6856 Bethemmons) — астероїд головного поясу, відкритий 5 березня 1989 року.
Тіссеранів параметр щодо Юпітера — 3,524.